# Міждуріч'є (Бійський район)
Міждурі́ч'є (рос. Междуречье) — селище у складі Бійського району Алтайського краю, Росія. Входить до складу Верх-Катунської сільської ради.

## Населення
Населення — 24 особи (2010; 32 у 2002).
Національний склад (станом на 2002 рік):
- росіяни — 97 %